# Vlado Janić
Vlado Janić, poznat kao Vlado Janić Capo (Sisak, 14. srpnja 1904. – Beograd, 4. svibnja 1991.), bio je narodni heroj Jugoslavije, general-pukovnik i prvi zapovjednik Prvoga sisačkog partizanskog odreda.
Prije Drugoga svjetskog rata bio je strojobravar, 1931. pristupio je u Komunističku partiju Jugoslavije, a od 1940. bio je član Centralnog komiteta KPJ. 22. lipnja 1941. godine, na dan invazije Trećeg Reicha na SSSR, pokreće ustanak protiv vlasti NDH na području Banovine što označava početak »narodnooslobodilačke borbe« na području Republike Hrvatske.
Tijekom Drugog svjetskog rata obnašao je dužnost komesara brigade, divizije i korpusa, a nakon rata bio je zastupnik u federalnom parlamentu SFRJ.

## Životopis
Rođen je 14. srpnja 1904. godine u Sisku. Potiče iz brojne i siromašne obitelji, koja je cijela sudjelovala u radničkom pokretu, a kasnije i u Narodnooslobodilačkoj borbi. Oca i dva brata su mu strijeljale ustaše, a majka i sestra su bile zatočene u jasenovačkom logoru. Već poslije završenog trećeg razreda osnovne škole, u vrijeme školskih praznika, Vlado je radio na ciglani kako bi pomogao zaraditi za svoju siromašnu obitelj. Poslije završene osnovne škole, zaposlio se na željezničkoj stanici u Sisku.
Krajem Prvog svjetskog rata i u prvim godinama Kraljevine Srba, Hrvata i Slovenaca učio je strojobravarski zanat u tvornici tkanina u Sisku, i sudjelovovao je u nekoliko štrajkova. Poslije izučenog zanata, radio je u Željezničkoj radionici u Sisku, kao bravar, a neko vrijeme i kao ložač na lokomotivi. U sindikat Saveza željezničkih radnika stupio je 1924. godine. Djelovao je veoma aktivno u Nezavisnim radničkim sindikatima, u tadašnjim teškim uvjetima rada po radničke organizacije i zabrane javnog djelovanja Komunističke partije Jugoslavije, a 1931. godine primljen je u Partiju.
Godine 1933. postao je sekretar partijske ćelije u Željezničkoj radionici i član Okružnog komiteta KPJ za Sisak i Banovinu, a od 1935. vrši i funkciju sekretara istog komiteta. Zbog partijskog rada uhićivan je nekoliko puta. Godine 1937. sudjelovovao je na partijskom savjetovanju pod Plješivicom, kod Samobora, i na partijskom savjetovanju kod Šmarne gore, u Sloveniji. Godine 1939., na Prvoj partijskoj konferenciji Komunističke partije Hrvatske, Vlado je kao istaknuti aktivist i partijski radnik izabran za člana Centralnog komiteta KPH, a sudjelovovao je i na Petoj zemaljskoj konferenciji KPJ, na kojoj je izabran za člana Centralnog komiteta KPJ.

### Narodnooslobodilački rat
Poslije Travanjskog rata i okupacije Kraljevine Jugoslavije, aktivno je radio na primpremi ustanka i sakupljanju oružja. 22. juna 1941. godine, istog dana kada je Njemačka napala Sovjetski Savez, pod njegovim rukovodstvom i rukovodstvom organizacionog sekretara OK KPH za Sisak Marijana Cvetkovića, formiran je prvi partizanski odred u Jugoslaviji - Sisački partizanski odred. Odred je odmah stupio u borbu s okupatorom i domaćim izdajnicima: izveo je više diverzantskih akcija na željezničkoj pruzi prema Zagrebu, nedaleko od Lekenika, eksploziju pod vojnom kompozicijom nedaleko od željezničke stanice Sisak, oštećenja mosta kod Blinskog Kuta, a u drugoj polovini srpnja i više većih okršaja s neprijateljem. Poslije toga, sisački partizani kreću prema Banovini, gdje su, krajem rujna, Sisački partizanski odred i nekoliko banijskih formirali jedinstveni - Banijski partizanski odred, čiji je prvi zapovjednik bio Vlado.
Tijekom Narodnooslobodilačke borbe vršio je mnoge odgovorne vojne i partijske dužnosti:
- bio je sekretar Okružnog komiteta KPH za Sisak i Banovinu,
- član Oblasnog komiteta KPH za Slavoniju,
- član Opunomoćeništva CK KPH za sjevernu Hrvatsku,
- član operativnog rukovodstva NOP-a za Sisak,
- politički komesar Dvanaeste slavonske udarne brigade,
- politički komesar 28. slavonske udarne divizije,
- politički komesar Šestog slavonskog udarnog korpusa,
- politički komesar Korpusa narodne odbrane Jugoslavije.

### Poslijeratna karijera
Poslije oslobođenja Jugoslavije, Vlado Janić je obavljao visoke odgovorne dužnosti u Jugoslavenskoj narodnoj armiji. U nekoliko saziva biran je za zastupnika Savezne narodne skupštine, za člana Centralnog komiteta SK Hrvatske i člana Centralnog komiteta SK Jugoslavije, te za člana Opunomoćeništva CK SKJ za JNA. Bio je i član Savjeta federacije. Umro je 4. svibnja 1991. godine u Beogradu.
Nosilac je Partizanske spomenice 1941. i drugih jugoslavenskih odlikovanja. Ordenom narodnog heroja odlikovan je 20. prosinca 1951. godine.